# Arragsia clitellaria
Arragsia clitellaria är en insektsart som beskrevs av Young 1986. Arragsia clitellaria ingår i släktet Arragsia och familjen dvärgstritar. Inga underarter finns listade i Catalogue of Life.